# St. Mathias-Heiligenhäuschen

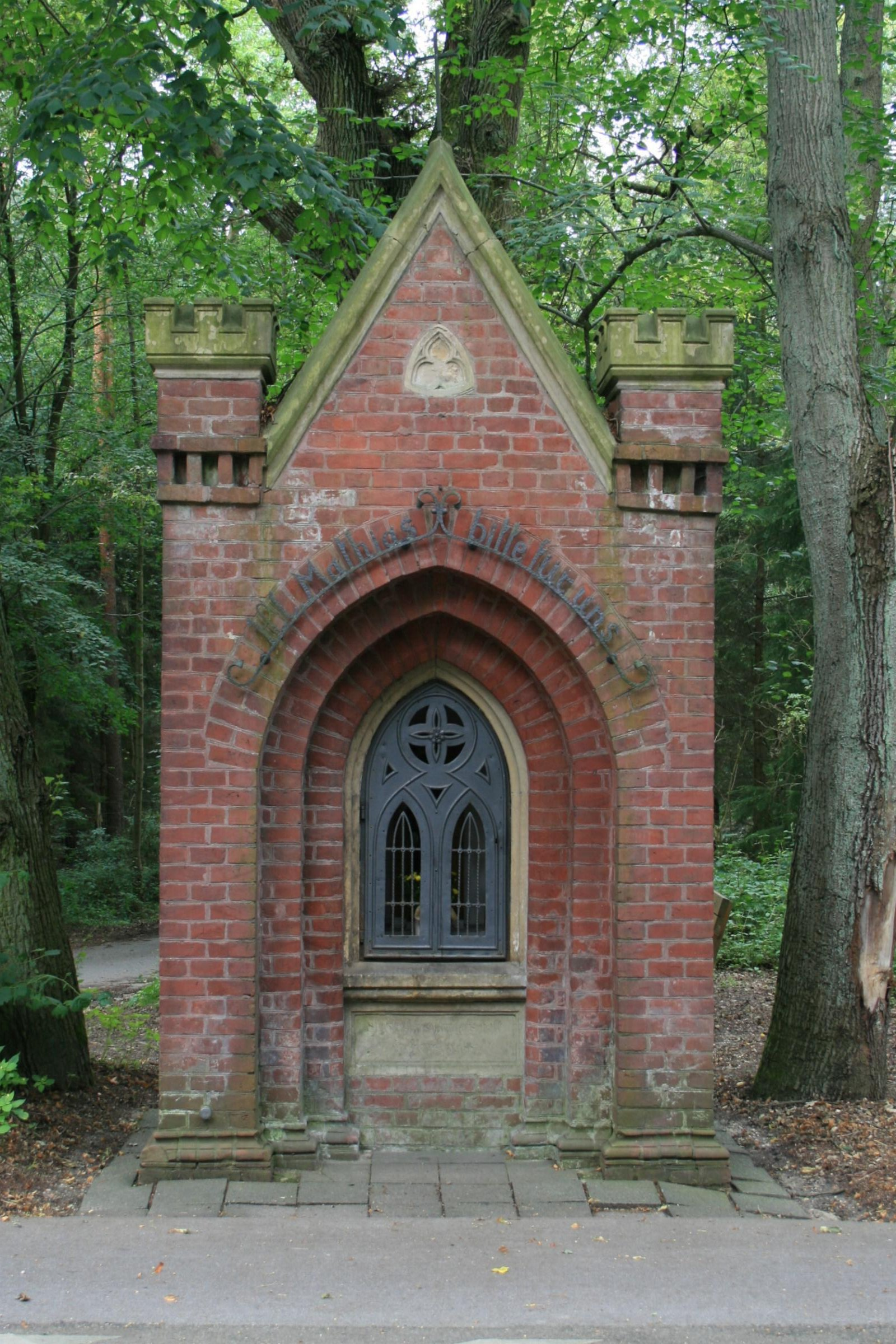
Das Heiligenhäuschen (2010)

Das St. Mathias-Heiligenhäuschen steht im Ortsteil Hardt in Mönchengladbach (Nordrhein-Westfalen), an der Hardter Landstraße.
Das Gebäude wurde 1881 erbaut. Es wurde unter Nr. H 035 am 2. Juni 1987 in die Denkmalliste der Stadt Mönchengladbach eingetragen.

## Architektur
Das an der Hardter Landstraße gelegene Heiligenhäuschen ist dem hl. Mathias geweiht und dient der St. Mathias-Bruderschaft als Ausgangspunkt für eine einmal jährlich stattfindende Fußpilgerfahrt nach Trier.
Das in neugotischen Formen aufgeführte Heiligenhäuschen stammt aus dem Jahre 1881. Es ist ganz aus Backstein errichtet. Die Fassade besteht aus einem gestuften Spitzbogenportal.